# الأمان الوظيفي
الأمن الوظيفي أو أمن وظيفي (بالإنجليزية: Job Security )‏ يُقصد به الحالة النفسية التي تعكس توقعات الموظفين حول مدى استمراريتهم في العمل داخل نفس الشركة، فهو الحالة الذهنية التي يكوّنها الموظف حول مدى استقراره في وظيفته الحالية على المدى القريب، وينشأ الأمان الوظيفي نتيجة لممارسات مسؤولي الشركة وسياساتها تجاه الموظفين.
وعرف كوهرنت (1989 م) الأمن الوظيفي كمرادف للثقة التي تظهر في أداء العاملين بأنه: الثقة التي يتمتع بها العاملون أثناء تأدية مهام أعمالهم، والتي تعبر عما تحققه لهم الوظيفة من إشباعات.
للأمان الوظيفي بعدين رئيسيين هما:
- بعد موضوعي: يشير إلى غياب عوامل تهديد فَقد الوظيفة.
- بعد ذاتي: أو البعد الشخصي ويشير إلى الشعور بعدم وجود حواجز للبقاء في الشركة في الحاضر والمستقبل.

يعدّ الأمان الوظيفي واحداً من أكثر المتغيرات تأثيراً في تحفيز الموظفين، فاعتقادهم بأنهم لن يفقدوا وظائفهم أو أنهم يستطيعون الاستمرار في نفس الشركة طالما أنهم يريدون ذلك يُعتبر محفزاً مهماً، ويؤثر إيجاباً في تغيير سلوكيات العمل السلبية وفكرة ترك الوظيفة.
يدل الأمان الوظيفي على استقرار الوظيفة، لأنه عادة ما يرتبط بنتائج العمل الإيجابية مثل الالتزام التنظيمي، والعكس صحيح حيث إنّ الموظفين الذين يفتقرون للأمان الوظيفي يكون أداؤهم ضعيفاً لأو متذبذباً ومستوى رضاهم الوظيفي متدني.
يؤدي الأمان الوظيفي دوراً هاماً في كل من الحياة الاجتماعية والحياة المهنية لأنه يساعد الموظفين على عدم القلق بشأن مستقبلهم الوظيفي، ويسهم في الحفاظ على الاستقرار في العمل، وزيادة الإنتاجية وحماية القيم الاجتماعية في بيئة العمل.

## دور النقابات في الأمان الوظيفي
تؤثر النقابات في بعض البلدان أيضًا بقوة على الأمن الوظيفي. فالوظائف التي تتمتع بحضور نقابي قوي مثل العديد من الوظائف الحكومية والوظائف في التعليم والرعاية الصحية وإنفاذ القانون تعتبر آمنة للغاية بينما يُعتقد عمومًا أن العديد من وظائف القطاع الخاص غير النقابية توفر أمانًا وظيفيًا أقل، ويختلف هذا الأمر حسب المهنة والبلد.

## الامراض النفسية الناتجة عن عدم الاستقرار الوظيفي
إن انعدام الاستقرار الوظيفي والحياة في قلق وضغط عصبي يؤثر بالسلب على الصحة الجسدية للإنسان، وتصيبه بالإرهاق وانعدام التركيز، وفقدان الحافز لإنتاج أي مهام بصورة جيدة، ولا يتوقف الأمر عند هذا الحد بل إنه قد يتطور ليصبح مرضي نفسي مثل الاكتئاب، فوفقًا لدراسة لجامعة هارفارد فإن ضعف عدم التقدير في العمل يتسبب في نحو 2500 حالة انتحار سنويًا في الولايات المتحدة فقط، وهو من الأرقام الضخمة.